# Wichita County (Texas)
Wichita County je okres ve státě Texas v USA. K roku 2010 zde žilo 131 500 obyvatel. Správním městem okresu je Wichita Falls. Celková rozloha okresu činí 1 639 km².